# 이탈리아 밀짚모자

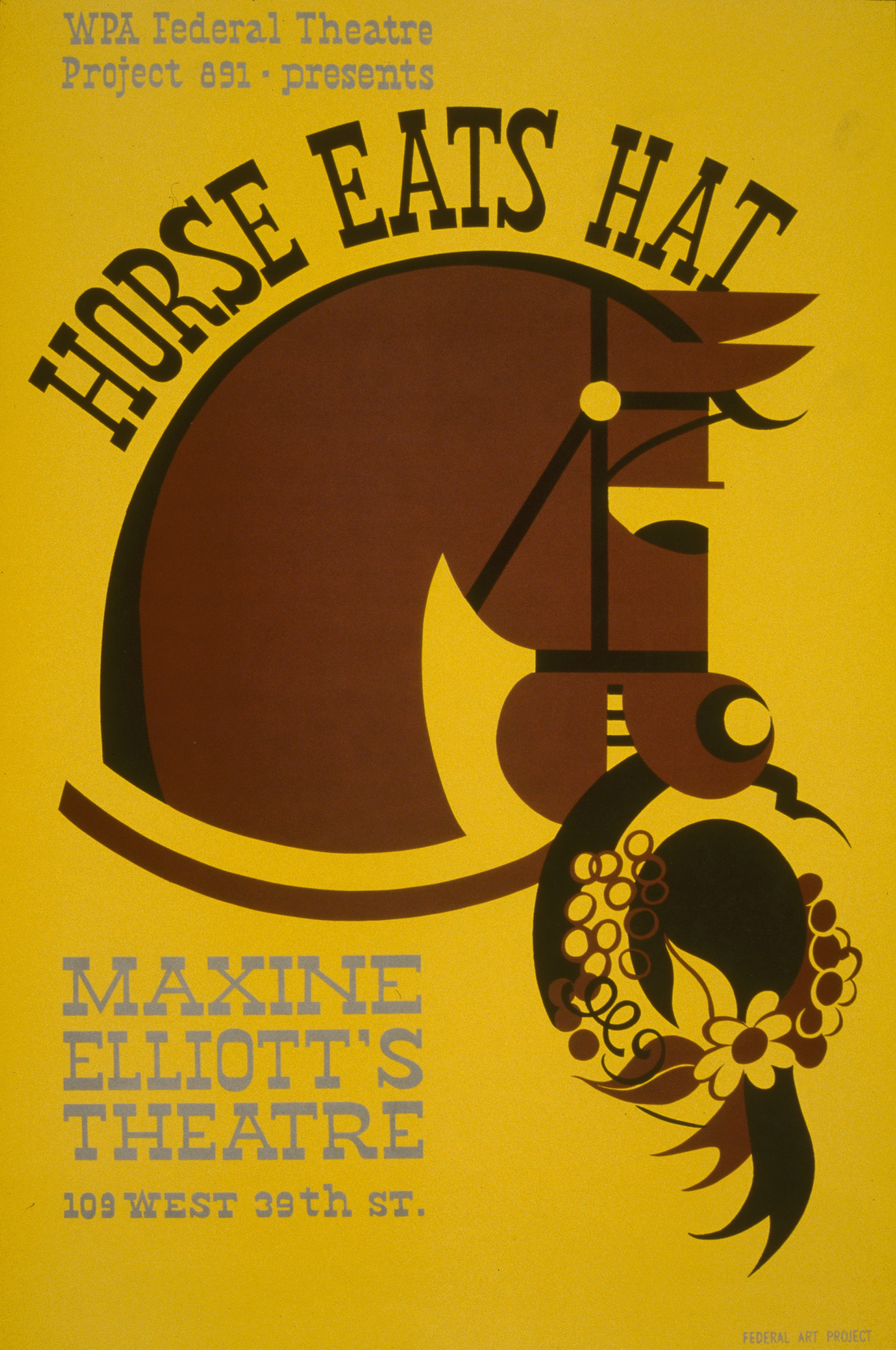
1930년대 뉴욕에서 "밀짚모자를 먹은 말"이라는 제목으로 상연되기도 했다.

《이탈리아 밀짚모자》(Un Chapeau de paille d’Italie)는 프랑스의 희극작가 외젠 라비슈가 글을 쓰고 마르크 미셸이 작곡하여 총 5막으로 이루어진 희극으로, 1851년 8월 14일 파리 팔레 루아얄 극장에서 처음 상연했다. 라비슈로서는 보드빌의 새로운 형태를 제시해 작가적 명성을 획득한 초기 대표작이기도 하다. 지금까지도 꾸준히 공연되며, 영화로도 만들어졌다.

## 줄거리
이 이야기의 주인공은 이른 아침, 말을 타고 결혼식장으로 향하던 한 남자이다. 도중에 그의 말이 나무에 걸린 밀짚모자를 먹어버린다. 모자를 찾기 위해 쫓아온 두 남녀가 그를 다그치는데, 모자를 찾아야만 결혼할 수 있다는 설정이다. 모자를 찾기 위해서라면 어떤 짓도 불사하는 그가 갖가지 황당한 사건을 일으킨다는 내용의 코미디이다.

## 출판 정보
- 외젠 라비슈 저, 장인숙 역, 《이탈리아 밀짚모자》, 지식을 만드는 지식, 2010년. ISBN 978-89-6406-632-4